# Alorski jezici
Alorski jezici, skupina od osam transnovogvinejskih jezika raširenih na Alorskom arhipelagu u Malim Sundskim otocima, Indonezija. Zajedno s pantarskom podskupinom čine širu alorsko-pantarsku skupinu.
Njezinih osam predstavnika su: 
- abui [abz], 16.000;
- adang ili alor [adn], 31.800 (2000);
- hamap [hmu], 1.290 (2000);
- kabola [klz], 3.900 (1995 N. Johnston);
- kafoa [kpu], 1.000 (Wurm and Hattori 1981);
- kamang [woi], 16.500 (2000);
- kelon [kyo], 6.000 (Grimes, Therik, Grimes, Jacob 1997);
- kui [kvd], 4.240 (2000).[1]

Alorski jezik nije pripadnik ove skupine, nego pripada austronezijskoj porodici.

## Vanjske poveznice
- Ethnologue (14th)
- Ethnologue (15th)